# Verzetsmonument Voorburg

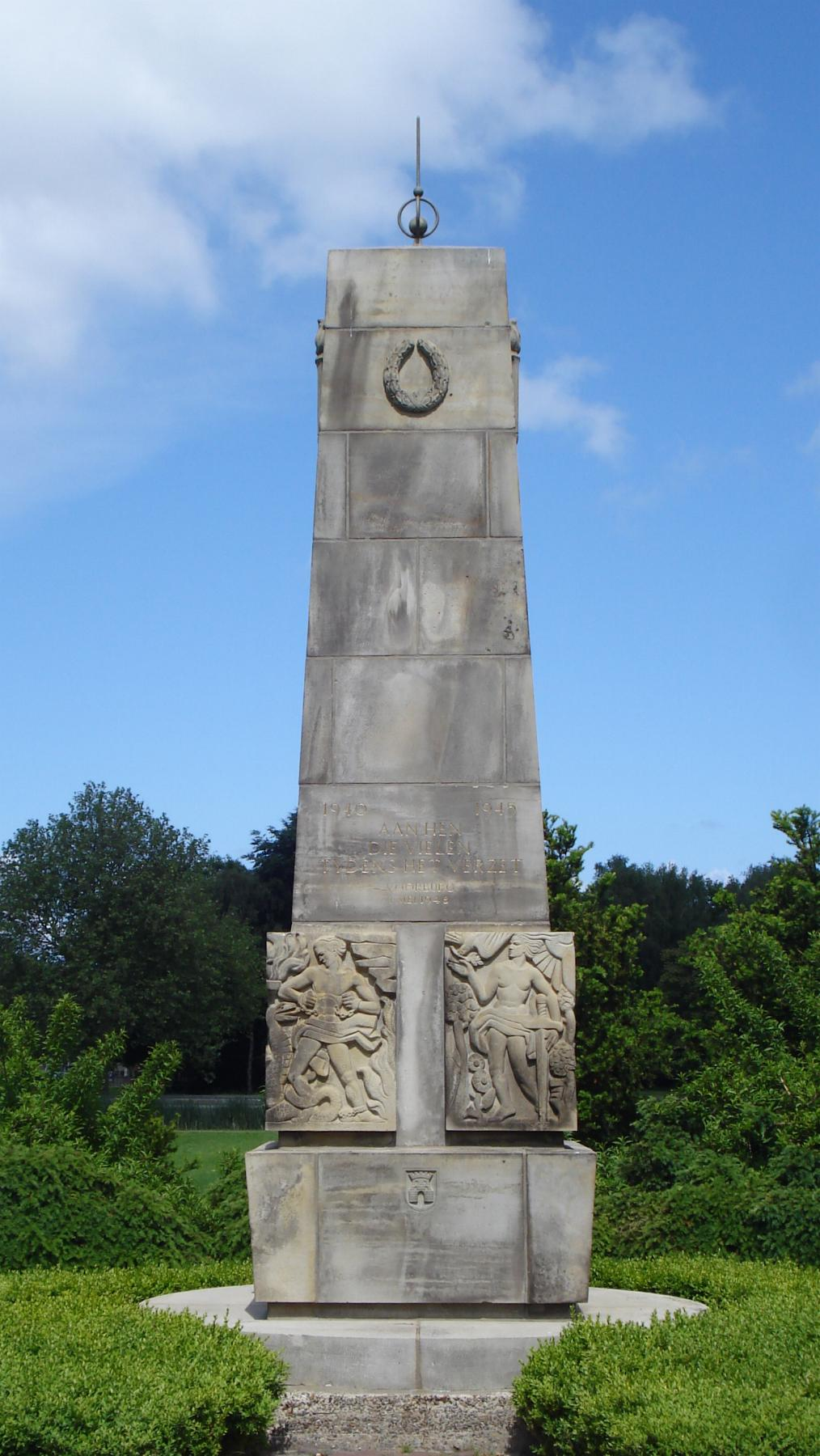
Verzetsmonument

Het Verzetsmonument in de Nederlandse plaats Voorburg staat in park 't Loo aan de Prins Bernhardlaan.
Het is een zandstenen monument dat in 1948 door Gerard van  Remmen werd gemaakt. Het bestaat uit op elkaar gestapelde blokken die samen een zuil vormen. Op de zuil zijn acht reliëfs met symbolische voorstellingen aangebracht.
Het werd onthuld ter herdenking van de verzetsstrijders, die de Tweede Wereldoorlog  niet overleefden.

## Trivia
Op briefkaarten wordt het monument ook wel het Vredesmonument genoemd. Het monument is ook bekend als De Naald. 